# НГОизација
НГОизација је четрдесет прва епизода телевизијске серије Отворена врата. Премијено је емитована на Првој српској телевизији, 25. септембра 2013.

## Радња
Катарина Анђелић Цакана је смислила нов перформанс: да се кандидује за градоначелницу. Али хоће то да уради преко Драгослављеве НГО Природне и друге лепоте Србије. Драгослав и Бата су у паници, јер су преко те организације проширили стан на фабричко постројење.

## Улоге
| Глумац              | Улога                         |
| ------------------- | ----------------------------- |
| Весна Тривалић      | Катарина Анђелић Цакана       |
| Милан Гутовић       | Драгослав Јаковљевић          |
| Богдан Диклић       | Светислав Бата Анђелић        |
| Никола Ђуричко      | Војислав Војкан Јаковљевић    |
| Теодора Јелисавчић  | Кети                          |
| Бојана Маљевић      | Ана Анђелић                   |
| Зоран Цвијановић    | Милорад Угриновић Кекец       |
| Власта Велисављевић | Томислав Павловић - ујка Тома |
| Аница Добра         | Лета                          |
| Милена Павловић     | Госпођа Параграф              |